# Aweida
Aweida (1850 Boe – 1921 Yaren) byl poslední král tichomořského ostrova Nauru.
Král Aweida se narodil otci Jimovi a matce Eidingabě v roce 1850 jako Aweijeda v nauruské osadě Boe. Během nauruské občanské války vedl loajální část kmenů. Po obsazení ostrova Německým císařstvím v říjnu 1888 zůstal až do roku 1920 ve funkci kmenového náčelníka ostrova a kooperoval s německou koloniální správou. Zemřel v roce 1921 ve věku 71 let.

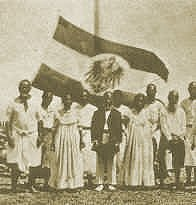
Král Awieda (v černém obleku) před vlajkou Německého císařství při anexi Nauru v roce 1888